# Воропаєво
Воропа́єво (біл. Варапаева) — селище міського типу в Вітебській області Білорусі, у Поставському районі. Населення селища становить 3,1 тис. осіб (2006).
| Білорусь | Це незавершена стаття з географії Білорусі. Ви можете допомогти проєкту, виправивши або дописавши її. |